# 國宅里 (臺南市南區)
國宅里位於臺灣臺南市南區新孝路、金華路二段、新興路與中華西路一段區域間。北、東、南至西順時針分別與金華里、新興里與再興里、日新里與光明里、彰南里銜接。本里與附近各里未開發前皆為一片靠海荒廢鹽田，1972年配合本市安平工業區之開發及第三期都市重劃，規劃為國民住宅區，別於1974年及1976年興建第一期、第二期國民住宅，各項公共設施規劃齊全道路規劃極為整齊統一，1980年奉命實施社區發展，規劃為「國宅社區」，曾經台灣省政府考核，名列一等。1982年4月行政區域整編後，本社區劃分為國宅里、金華里。

## 里內公共設施

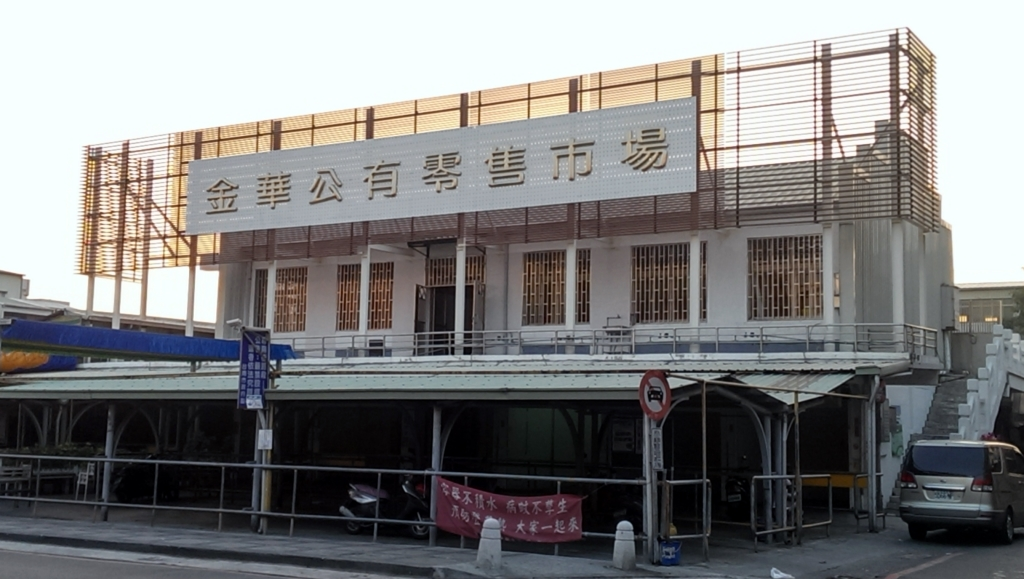
金華公有零售市場

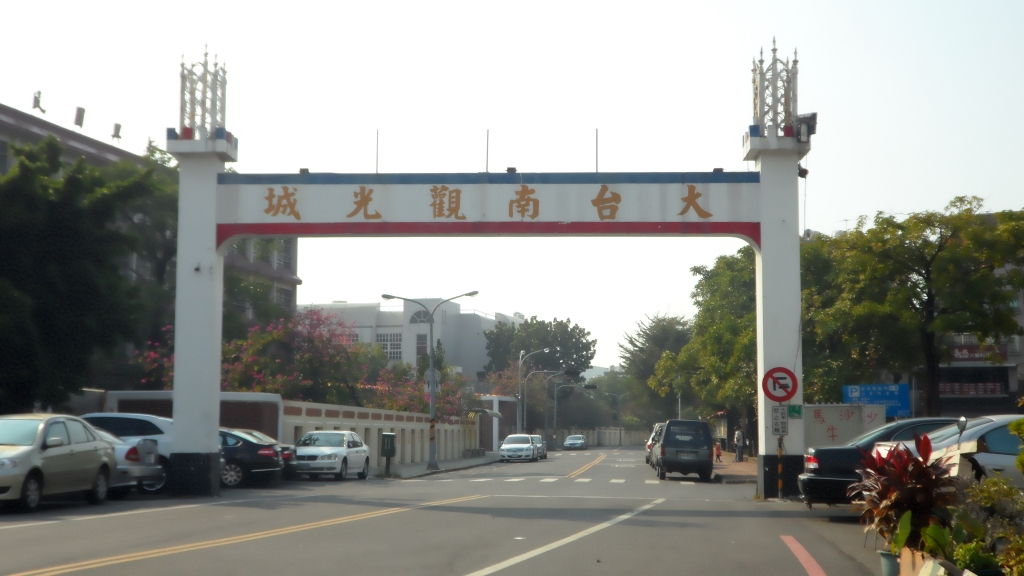
大臺南觀光城牌樓

### 學校
- 幼稚園
  - 臺南市立第二托兒所（國宅分所）
- 國中
  - 新興國中

### 公共停車場
本里各有一室內及室外停車場，室內停車場位於「市立二托-國宅分所」之地下一樓樓層。室外開放式停車場位於「市立二托-國宅分所」之後方。
另大臺南觀光城之忠、孝、仁區亦位在本里內。目前大臺南觀光城尚有較多商家營業的區域為忠、孝、仁、愛區。

### 其他
- 國宅里活動中心：興建於1988年8月，為一地下一樓地上三樓建物。一樓部分空間為「國宅社區發展協會」及活動中心辦公室使用。
- 臺南市金華公有零售市場：原名為「臺南市第二小康市場」，1976開始營業。
- 明和公園

## 外部連結
- 臺南市南區區公所
- 國宅社區發展協會
- 金華公有零售市場-市集資訊（页面存档备份，存于）